# イソップの饗宴

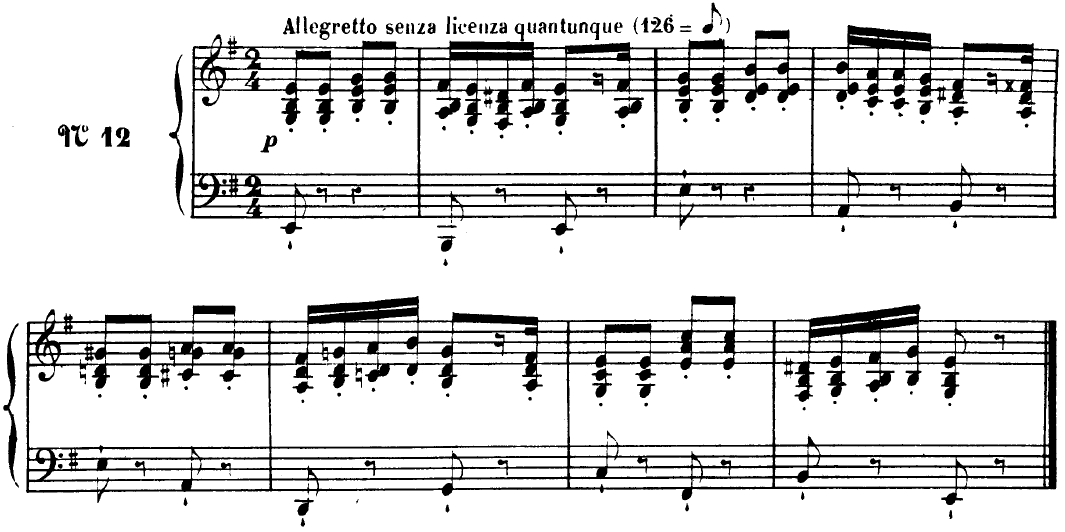
主題

イソップの饗宴（フランス語: Le festin d'Ésope）作品39-12は、シャルル＝ヴァランタン・アルカンが作曲し1857年に出版した、全12曲の短調による12の練習曲（Douze études dans tous les tons mineurs）の中の第12番（終曲）ホ短調。
タイトルについて森下唯は、饗応を命じられたイソップが（豚の）舌を使った料理ばかりを立て続けに出したという故事に由来するとしている。

## 概要
この作品は、主題と全25の変奏からなっており、形式上は変奏曲に分類される。主題は極めて単純であるが、変奏によっては、非常に演奏が困難なものもある。演奏時間は約10分。
主題はAllegretto senza licenza quantunque（少し速く、ただし放埓でなく）と指示された4分の2拍子、8小節からなるものでスタッカートで奏されるが、速度指定は♪＝126、つまりM.M.＝63となる。この主題については、アルカンが編曲を残しているモーツァルトの交響曲第40番第3楽章や、ユダヤ教で食事の前に歌われる感謝の歌との類似が指摘されている。
その後は主題のモティーフが執拗に反復されたり、前打音的なモティーフが繰り返されたり、ファンファーレ風の分厚い和音や執拗な分散和音が披露された末に、最後は主題のモティーフを繰り返して静かに終結すると思わせて、最高音と最低音を同時に打ち鳴らして激しく終結する。
森下唯は、ベートーヴェンの『創作主題による32の変奏曲』からの影響を指摘し、「技巧そのものが音楽となり、音楽そのものが技巧となる、そんな究極の名技性の体現を目指したアルカンの誇りに満ちた宣言」だと評している。

## 録音
マルカンドレ・アムランやジャック・ギボンズ、ベルナール・リンガイセン、ロナルド・スミス、アラン・ワイス、イゴール・ローマ、森下唯など、アルカン普及に努めているピアニストによって録音されている。
また、ミヒャエル・ナナサコフ（自動演奏）は人間には困難な高速パッセージや重音を難なくクリアしており、自動演奏ならではのものとなっている。